# 니키 (가수)
니키(NIKI, 1999년 1월 24일 ~ )는 인도네시아의 싱어송라이터, 음악 프로듀서이다. 가수 활동 이전에는 유튜브에 커버 영상을 올리면서 이름을 알려나갔다. 2017년 88라이징과 계약을 맺어 소속 아티스트가 되었으며, 2018년 데뷔 EP Zephyr를 발매했다.

## 음반 목록

### 정규 음반
- Moonchild (2020)

### EP
- Zephyr (2018)
- wanna take this downtown? (2019)

## 같이 보기
- 리치 브라이언
- 스테퍼니 포트리